# Skönabäck

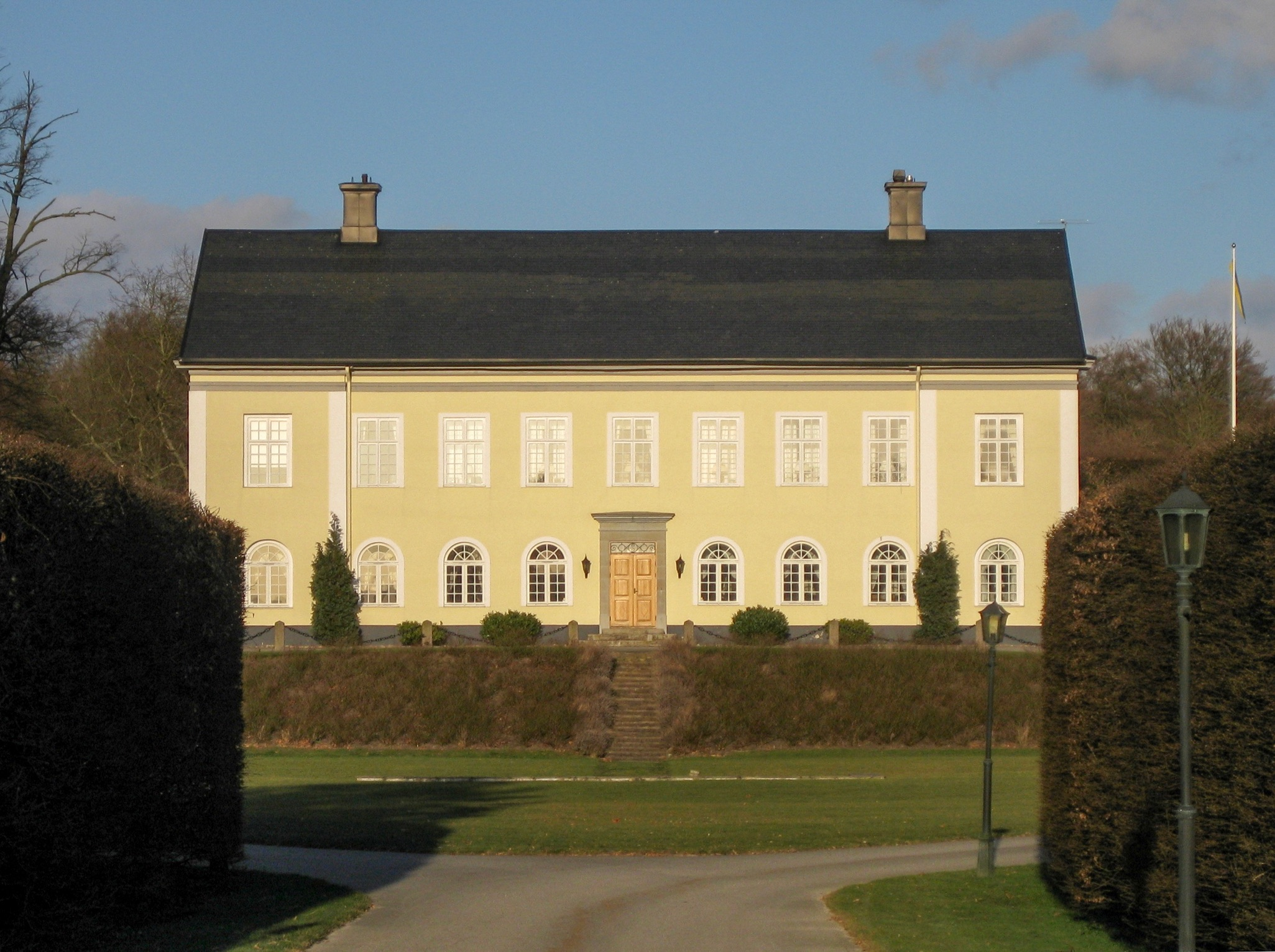
Skönabäcks säteri

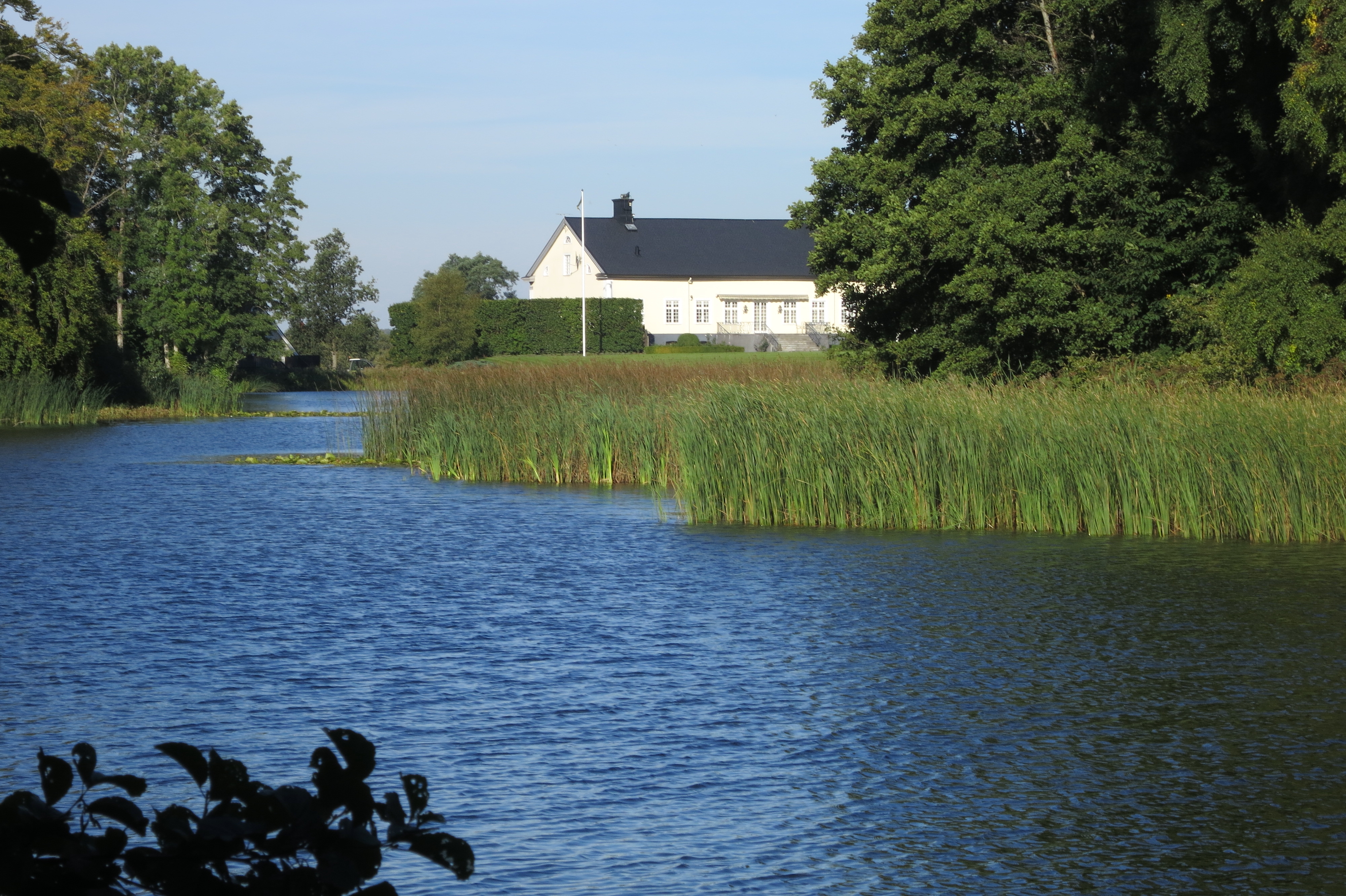
Borgasjön

Skönabäck är en slottsliknande herrgård i Slimminge socken i Skurups kommun i Skåne.
Skönabäck är beläget på Romeleåsens sydsluttning, 5 kilometer norr om Skurup. När gården byggdes gjordes en fördämning så att Borgasjön bildades i en tidigare ravin. Säteriets huvudbyggnad är uppförd på fördämningen med en våning mot sjön och två våningar på framsidan. Skogsområdet kring sjön avsattes som naturvårdsområde 1982, benämnt Skönabäck naturvårdsområde.

## Historia
Skönabäck avsöndrades 1811 från Brodda gods och tillhörde släkterna Sjöcrona och Smith, danska grevinnan Danner samt släkten Kemner. Friherre Gustaf af Ugglas köpte sedan Skönabäck och gick i familjen af Ugglas ägo tills den blev köpt av Mörstedt generationer senare.